# Лютик горный
Лю́тик горный (лат. Ranúnculus montanus) — многолетнее травянистое растение, вид рода Лютик (Ranunculus) семейства Лютиковые (Ranunculaceae). Встречается в горах Центральной Европы, возможно, с некоторыми популяциями в Республике Карелии в России. Его сорт 'Molten Gold's' («Расплавленное золото») получил награду Королевского садоводческого общества «за выдающиеся садовые качества».

## Распространение

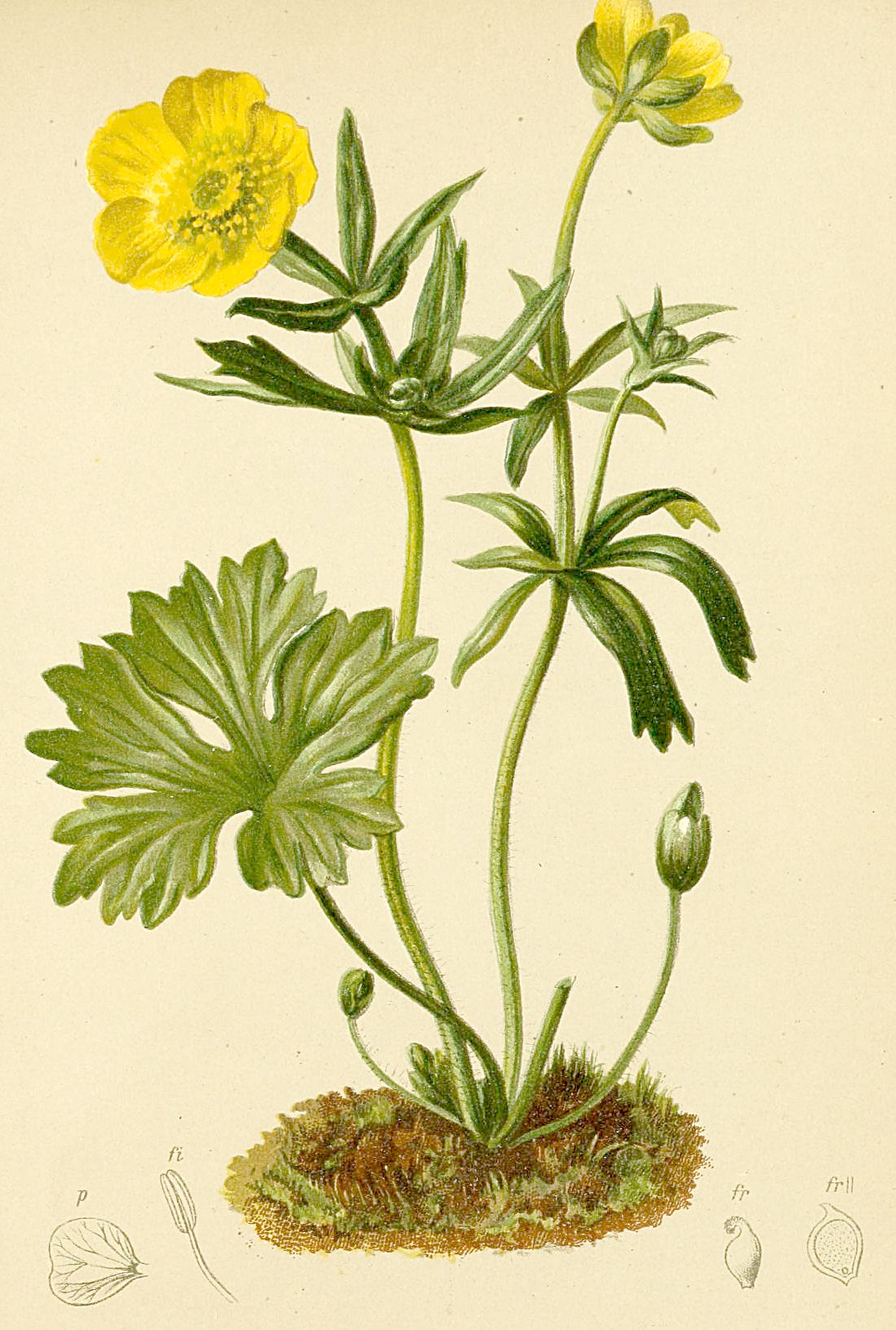
Хартингер, Антон1882 года из книги Atlas der Alenflora

Произрастает в Европе (Албания, Австрия, Лихтенштейн, Болгария, Франция, Германия, Италия, Швейцария, Босния и Герцеговина, Черногория, Хорватия, Северная Македония, Сербия, Словения, Румыния).
Растёт на высоте до 2800 м над уровнем моря. В Альпах и предгорьях Центральной Европы встречается рассеянно на высоте более 600 метров; местами он появляется в Хегау. В Альгойских Альпах он поднимается на высоту 2370 метров на вершине Кройцека в Баварии, в Вале на Большом Сен-Бернарде до 2950 метров.  В Австрии лютик горный распространён в Восточных Альпах и редок в Центральных Альпах; он полностью пропал в Вене и Бургенланде.
Лютик горный встречается на пастбищах, влажных лугах вблизи болот, а также в открытых лесах и отвалах щебня в горах и предпочитает лужайки, открытые леса, снежные долины, болота и щебень. Встречается в обществах ассоциаций Poion alpinae, Polygono-Trisetion, Erico-Pinion, а на более низких высотах также в Molinion или Caricion davallianae. В Альпах встречается также в сообществах класса Thlaspietea.

## Описание
Многолетнее листопадное травянистое растение высотой 5–25 см. Он образует голое корневище цилиндрической или узловой формы с тонкими промежуточными участками как орган выживания с мясистыми корнями.
Стебель опушённый, отвесный, жёсткий.
Листья делятся на расположенные у основания и поочередно расположенные на стебле, покрыты волосками с количеством трихом менее шести на мм². Прикорневые листья — черешковые, имеют блестящую, голую или слегка опушенную листовую пластинку, глубоко разделенную на три части и имеющую неравномерно надрезанные доли с зубчатыми краями. Стеблевые листья — сидячие, состоят из трех-семи частей. Их секции от ланцетных до линейно-ланцетных, менее чем в семь раз длиннее, чем ширина, от тупых до коротко заостренных и наибольшая ширина посередине или чуть выше середины.
Листья голые; прикорневые, блестящие, слабоволосистые.
Цветки числом 1–3, золотисто-жёлтые, до 2 см в диаметре. околоцветник состоит из чашелистиков, которые выполняют функции лепестков. Период цветения — с мая по сентябрь.
Плоды яйцевидные, длина клюва составляет 1/6—1/3 длины плода.

### Генетика
Лютик горный, вероятно, возник в результате скрещивания Ranunculus carinthiacus и Ranunculus Villarsii с последующим удвоением хромосом.
Число хромосом: 2n = 32.

## Токсичность
Считается[кем?], что горный лютик содержит много протоанемонина, поэтому его следует считать ядовитым.